# Manne Island
Manne Island, in der deutschen Kolonialzeit Mane oder Namane genannt, ist eine Insel, die zu der Provinz New Ireland von Papua-Neuguinea gehört. Administrativ ist sie Teil des Distrikts Kavieng. Die etwa 17 Quadratkilometer große Insel liegt durch einen schmalen Kanal, den Albatross Channel, vom Cape Masala, dem äußerst westlichen Ausläufer Neuirlands, der Hauptinsel der Provinz, getrennt. Sie ist etwa zehn Kilometer breit, drei Kilometer lang und überwiegend von Flachland mit andesitischen Erhebungen von über 40 m hohen Korallenkalken geprägt. Den äußerst westlichen Punkt der Insel bildet das Cape Jeschke.
Etwas nördlich liegt die Insel Baudisson Island und, getrennt durch die zwei Kilometer breite Meeresstraße Steffen Strait, liegt westlich Selapiu Island. Manne Island, sowie die sie umgebenden kleineren Inseln zwischen Lavongai (deutsch Neuhannover, englisch New Hanover) und Neuirland, wurden in der deutschen Kolonialzeit Straßen-Inseln genannt. Zu dieser Zeit befanden sich auf der Insel Pflanzungen von Kokospalmen und Zitronengras.